# アンティック・ドールは歌わない
『アンティック・ドールは歌わない』（アンティック・ドールはうたわない）は、栗本薫の1985年に発表したミステリ短編小説、およびそれを表題作とする1988年の連作短編集。

## 概要
日本生まれのファド歌手にしてフラメンコ・ダンサー、カルメンシータ・マリア・ロドリゲスを主人公とした作品4編を収録した連作短編集。30代半ばとなったカルメンシータが、恋人のアンジェリータの行方を追って20年ぶりに日本へ戻り、それをきっかけとして出会ったさまざまな人間模様がサスペンスフルに描かれている。副題は「カルメン登場」。

## 書誌
1988年6月に新潮社から発行された。のち、1990年11月に新潮文庫から発行された。
- 新潮社（単行本）版：1988年6月20日発行 / ISBN 4-10-346804-1
- 新潮文庫版：1990年11月25日発行 / ISBN 4-10-143304-6

## 収録作品
1. お休み、アンジェリータ
初出：『小説新潮』1987年7月臨時増刊号
2. 『いとしのエリー』をもう一度
初出：『小説新潮』1986年3月号
3. 二時から五時までのブルース
初出：『小説新潮』1987年3月号
4. アンティック・ドールは歌わない
初出：『別冊小説現代』1985年WINTER

## テレビドラマ
単行本収録短編作品を原作として、関西テレビ制作フジテレビ系列放送の月曜夜10時枠で2作テレビドラマが製作されている。
いとしのエリーをもう一度 乱歩賞作家サスペンス
- 放送日：1989年7月3日
- 監督：黒沢直輔
- 脚本：西岡琢也
- 主な出演者
  - 原田美枝子
  - 杉田かおる
  - 桜金造
  - 蟹江敬三
  - 江口ゆかり

二時から五時までのブルース 子供達の危険な遊び 現代推理サスペンス
- 放送日：1990年11月5日
- 監督：山田大樹
- 脚本：西岡琢也
- 主な出演者
  - 原田美枝子
  - 岸部一徳
  - 清水健太郎
  - 余貴美子